# Betty Ford
Betty Ford (n. 8 aprilie 1918, Chicago, Illinois, SUA – d. 8 iulie 2011, Rancho Mirage⁠(d), California, SUA) a fost soția lui Gerald Ford, președinte al Statelor Unite ale Americii. A fost Prima doamnă a Statelor Unite ale Americii între 1974 și 1977.